# Silnice D76
Silnice D76 (chorvatsky Državna cesta D76) je silnice v Chorvatsku. Je dlouhá 28,3 km. Je známá především díky tunelu Sveti Ilija, který je často používán turisty pro spojení mezi dálnicí A1 a Makarskou riviérou. Dále také slouží ke spojení Bašky Vody (resp. Makarské) s městem Imotski, případně s bosenským městem Posušje.